# پوئنت دو بریکولا
پوئنت دو بریکولا (به لاتین: Pointe de Bricola) یک کوه در سوئیس است که در کانتون وله واقع شده‌است. پوئنت دو بریکولا ۳٬۶۵۸ متر بالاتر از سطح دریا واقع شده‌است.